# Route nationale 728
La route nationale 728 ou RN 728 était une route nationale française reliant Bourcefranc-le-Chapus à Saintes. À la suite de la réforme de 1972, elle a été déclassée en RD 728.

## Ancien tracé de Bourcefranc-le-Chapus à Saintes (D 728)
- Bourcefranc-le-Chapus,  Carrefour giratoire entre D 728 et D 26 (vers l'Île d'Oléron par le Pont de l'Île d'Oléron)
- Marennes
- Saint-Just-Luzac
- Saint Nadeau
- Cadeuil
- Nancras
- Balanzac
- Les Planches
- Corme-Royal
- La Clisse
- Saintes